# Конституційний Суд України

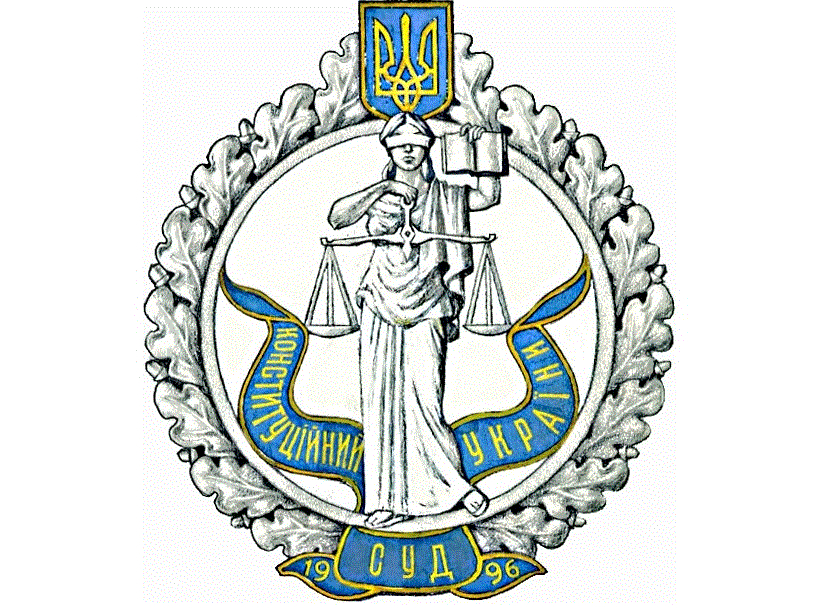
Емблема Конституційного Суду України

Конституці́йний Суд Украї́ни (КСУ) — єдиний орган конституційної юрисдикції в Україні, який забезпечує верховенство Конституції України як основоположного закону на усій території України. КСУ вирішує питання про відповідність Конституції України, законів України та у передбачених Конституцією України випадках інших актів, здійснює офіційне тлумачення Конституції України, а також інші повноваження відповідно до Конституції України.
Розпочав діяльність за новою Конституцією 18 жовтня 1996 року.

## Історія

### Формування інституту конституційного контролю в Україні (1989—1996)
У 1989 році Верховна Рада Української РСР (УРСР) внесла зміни до діючої Конституції УРСР 1978 року, якими зокрема було передбачено утворення нового органу — Комітету конституційного нагляду, який мав надавати висновки щодо відповідності проєктів законів УРСР Конституції УРСР, а також здійснювати нагляд за відповідністю Конституції і законам УРСР актів Ради Міністрів УРСР та інших органів державної та місцевої влади (стаття 112 Конституції). Комітет мав обиратися Верховною Радою у складі 9 осіб терміном на 10 років з числа спеціалістів у галузі політики  права. Однак Комітет так і не було сформовано.
Після проголошення 16 липня 1990 року Декларації про державний суверенітет України розпочався новий якісний етап формування конституційного контролю в Україні. Декларація закріпила принцип розподілу державної влади на законодавчу, виконавчу та судову, що вимагало створення інституту конституційного контролю. 24 жовтня 1990 року Верховна Рада УРСР ухвалила нові зміни до Конституції УРСР, якими замість Комітету конституційного нагляду передбачалося формування Конституційного Суду Української РСР у складі 25 осіб. Члени суду мали обиратися Верховною Радою УРСР терміном на 10 років з числа спеціалістів у галузі права. Організація і порядок діяльності суду мали бути визначені майбутнім «Законом про Конституційний Суд Української РСР».
Після проголошення незалежності України, 17 вересня 1991 року до Конституції України було внесено зміни, якими зокрема скрізь у тексті слова «Українська РСР» замінено на «Україна». Зокрема, «Конституційний Суд Української РСР» став «Конституційним Судом України».
3 червня 1992 року Верховна Рада України ухвалила Закон України «Про Конституційний Суд України», що визначав порядок формування та функції цього органу. У той же день було внесено зміни до Конституції України, якими чисельність Конституційного Суду зменшено до 15 осіб — Голови Суду, двох заступників Голови та 12 членів. Пропозиції щодо персонального складу Суду мали вноситися Головою Верховної Ради та Президентом України у рівній кількості, за погодженням, а у разі відсутності згоди кандидатури мали вноситися відповідно до Конституції. Також передбачалося провести вибори членів Конституційного Суду у червні 1992 року.
Вже 1 липня 1992 року Верховна Рада обрала Головою Конституційного Суду Леоніда Юзькова, однак спроби обрати заступника голови та решту суддів виявилися безрезультатними, зокрема через недосконалий порядок формування Конституційного Суду та політичне протистояння між Верховною Радою й Президентом України. Тому з липня 1992 року до моменту смерті Леоніда Юзькова у березні 1995 року робота КСУ була малоефективною. Про низьке розуміння потреб конституційної юстиції свідчить той факт, що з березня 1995 і до 18 жовтня 1996 року парламент навіть не спромігся обрати нового голову КСУ замість Юзькова.
8 червня 1995 року між Верховною Радою та Президентом України було укладено Конституційний договір про основні засади організації й функціонування державної влади та місцевого самоврядування в Україні на період до прийняття нової Конституції України. У статті 38 договору було визначено Конституційний Суд України як «незалежний орган судової влади, що забезпечує відповідність законів, інших нормативних актів законодавчої і виконавчої влади Конституції України, охорону конституційних прав та свобод людини і громадянина». Кількісний склад Суду договором визначено не було, однак було зазначено, що Верховна Рада та Президент призначають по половині складу суддів, а Голову Суду призначає Верховна Рада за спільним поданням Голови Верховної Ради та Президента. Однак на підставі цього договору КСУ не було сформовано.

### Початок роботи Конституційного Суду (1996—1997)
28 червня 1996 року Верховна Рада ухвалила нову Конституцію України, яка по-новому визначила процедуру формування та функціонування Конституційного Суду України. Статтею 147, зокрема, визначено, що Конституційний Суд України — єдиний орган конституційної юрисдикції в Україні. До його складу мали входити 18 членів, з яких по шість призначаються відповідно Верховною Радою, Президентом та зʼїздом суддів України. 16 жовтня Верховна Рада ухвалила новий Закон України «Про Конституційний Суд України», який конкретизував засади його організації та діяльності.
Перший склад Конституційного Суду України в кількості 16 суддів було сформовано у вересні—жовтні 1996 року: 20 вересня з’їзд суддів України обрав шістьох конституційних суддів, 27 вересня шістьох осіб до його складу призначив Президент України, а 4 жовтня відбулися вибори конституційних суддів у Верховній Раді. Після присяги у Верховній Раді 18 жовтня 1996 року Конституційний Суд розпочав свою роботу, а вже наступного дня, 19 жовтня, Суд обрав своїм Головою Івана Тимченка.
1 січня 1997 року Конституційний Суд України почав приймати до розгляду конституційні подання та звернення, 5 березня 1997 року — ухвалив свій Регламент, а вже 13 травня 1997 року — ухвалив своє перше рішення.

### Серпень 2006
Після перерви в дієздатності Суду, зумовленої закінченням терміну повноважень більшості його суддів, 4 серпня 2006 року 14 суддів Конституційного Суду склали присягу, що відновило дієздатність Суду.

### Звільнення суддів Президентом (2007)
Після Указів Президента України від 30 квітня та 1 травня (№ 369-370/2007) відповідно до пункту 22 частини першої статті 106, пункту 5 частини п'ятої статті 126 та статті 149 Конституції України звільнено суддів КСУ Пшеничного В.Г та Станік С. Р. у зв'язку з порушенням присяги, але Кам'янобрідський районний суд міста Луганська відновив їх на посаді. Пізніше Донецький апеляційний суд відмінив дане рішення. 26 червня Конституційний Суд відмовив у відкритті справи за поданням народних депутатів щодо конституційності цих Указів Президента.

### Нова процедура відбору (2023)
17 серпня 2023 року, Президент України Володимир Зеленський підписав закон про відбір суддів Конституційного суду. У кінці липня 2023 року Верховна Рада України ухвалила Закон України про відбір суддів Конституційного Суду за участі міжнародних експертів. За законом, відбір проводитиметься за участі Дорадчої групи експертів. Половину з цих експертів складуть делеговані міжнародними організаціями та Венеційською комісією люди, які матимуть вирішальний голос при фільтрації кандидатів до КСУ. Цей закон був однією із вимог Єврокомісії для початку переговорів про вступ України до Європейського Союзу.

## Порядок формування
Конституційний Суд України (КСУ) складається з вісімнадцяти суддів — по шість призначаються Президентом, Верховною Радою України та з'їздом суддів України. З 2016 року передбачено, що добір до КСУ відбувається на конкурсних засадах, а з кінця 2022 року передбачено, що усіх кандидатів має попередньо перевіряти Дорадча група експертів (ДГЕ).

### Суддя Конституційного суду
Суддею Конституційного Суду може бути громадянин України, який володіє державною мовою, на день призначення досяг сорока років, має вищу юридичну освіту і стаж професійної діяльності у сфері права щонайменше п'ятнадцять років, високі моральні якості, є правником із визнаним рівнем компетентності. (Стаття 11 Закону України «Про Конституційний Суд України»)
Суддя Конституційного Суду призначається на дев'ять років без повторного права бути призначеним на цю посаду.

### Призначення Президентом України
Відбір кандидатур на посаду судді Конституційного Суду на конкурсних засадах щодо осіб, яких призначає Президент України, здійснює конкурсна комісія, яку створює Президент України.

### Призначення Верховною Радою України
Підготовку питання щодо розгляду на конкурсних засадах кандидатур на посаду судді Конституційного Суду у Верховній Раді України здійснює комітет, до предмета відання якого належать питання правового статусу Конституційного Суду України, у порядку, визначеному Регламентом Верховної Ради України, з урахуванням положень цієї статті.

### Призначення з'їздом суддів України
Підготовку питання щодо розгляду на конкурсних засадах кандидатур на посаду судді Конституційного Суду з'їздом суддів України здійснює Рада суддів України.
Про початок конкурсу для відбору кандидатур на посаду судді Конституційного Суду оголошується на офіційному вебсайті відповідно Президента України, Верховної Ради України, Ради суддів України не пізніше ніж за три місяці до дня закінчення строку повноважень чи досягнення граничного віку перебування на посаді судді Конституційного Суду або не пізніше одного місяця з дня виникнення вакансії на посаду судді Конституційного Суду в разі, якщо повноваження судді Конституційного Суду припинено чи його звільнено з посади з підстав, передбачених статтею 1491 Конституції України.

### Дорадча група експертів
Дорадча група експертів — це спеціальний орган, що попередньо оцінює моральні якості та рівень професійної компетентності усіх кандидатів на посади суддів Конституційного Суду.
До Дорадчої групи експертів входить шість людей, які попередньо оцінюють доброчесність та компетентність кандидатів до КСУ. До першого складу входять троє осіб, запропонованих Президентом, Верховною Радою та Радою суддів, та троє, що були запропоновані міжнародними партнерами України.

### Початок повноважень судді
Суддя Конституційного Суду набуває повноважень з дня складення ним на спеціальному пленарному засіданні Суду присяги такого змісту:
«Я (ім'я та прізвище), вступаючи на посаду судді Конституційного Суду України, урочисто присягаю на вірність Україні, бути незалежним, чесним і сумлінним при виконанні високих обов'язків судді Конституційного Суду України, забезпечувати верховенство Конституції України, захищати конституційний лад держави, утверджуючи права та свободи людини».
Спеціальне пленарне засідання Суду відбувається за скликанням Голови Суду або судді Конституційного Суду, який виконує його обов'язки, не пізніше п'ятого робочого дня з дня призначення Судді на посаду.
Урочиста церемонія складення суддею Конституційного Суду присяги на спеціальному пленарному засіданні відбувається в Залі засідань Суду. Порядок урочистої церемонії встановлюється Регламентом.

## Правові засади роботи

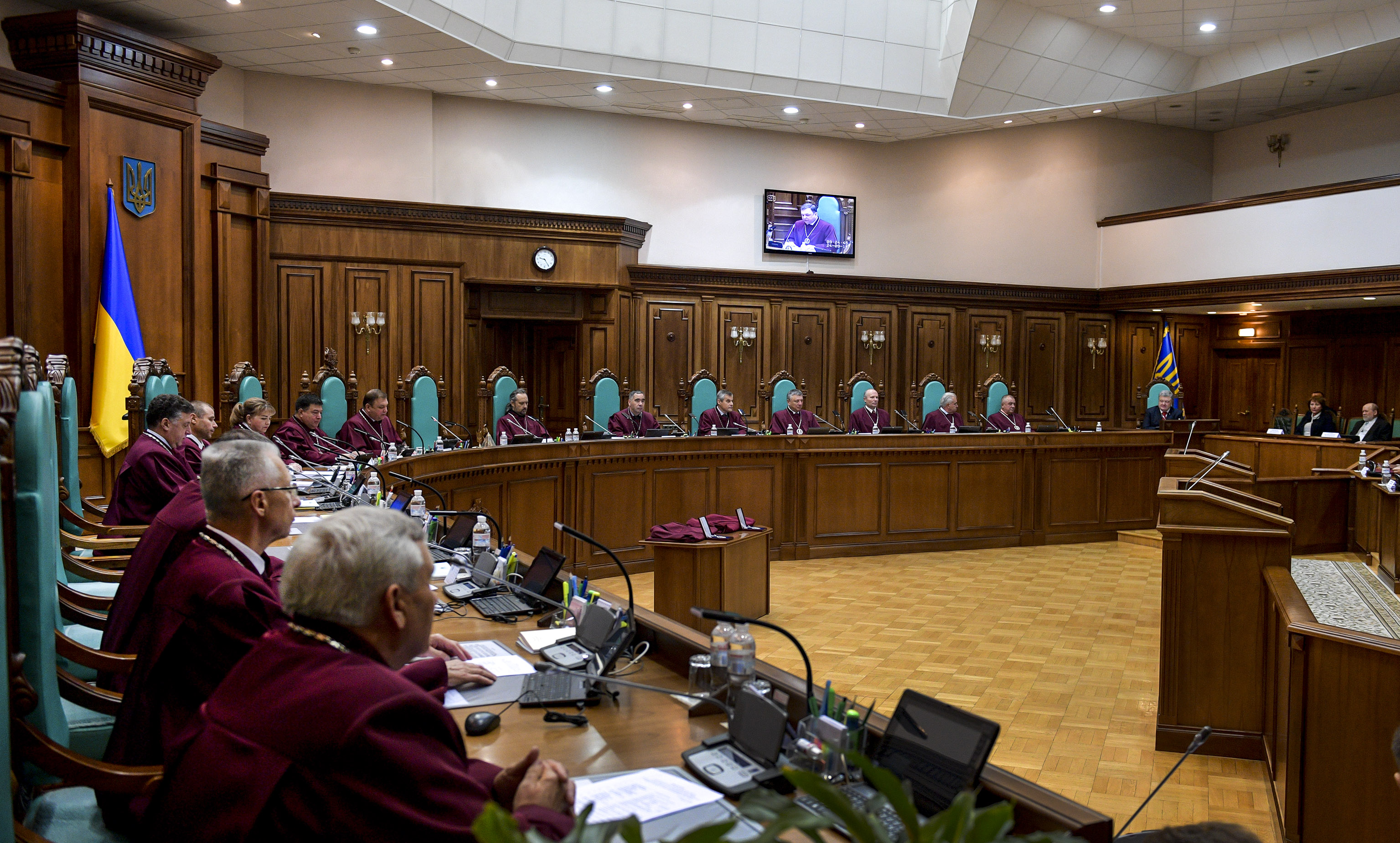

Діяльність Конституційного Суду України ґрунтується на принципах верховенства права, незалежності, колегіальності, рівноправності суддів, гласності, повного і всебічного розгляду справ та обґрунтованості прийнятих ним рішень.
Організація, повноваження та порядок діяльності Конституційного Суду України визначаються Конституцією України та Законом про Конституційний Суд. Конституційний Суд України приймає акти, що регламентують організацію його внутрішньої роботи (Регламент Конституційного Суду України) відповідно до закону про Конституційний Суд.
Суддя Конституційного Суду України при відправленні своїх обов'язків на пленарному засіданні, на засіданні Конституційного Суду та в Колегії суддів Конституційного Суду України повинен бути одягнений у мантію. Суддя Конституційного Суду України має нагрудний знак, опис і форма якого затверджуються Верховною Радою України.

### Повноваження та діяльність суддів
Статус судді Конституційного Суду України визначається Конституцією та законами України.
Повноваження судді Конституційного Суду України та його конституційні права і свободи не можуть бути обмежені при введенні воєнного чи надзвичайного стану в Україні або на окремій її території.
Судді Конституційного Суду України не можуть належати до політичних партій та профспілок, мати представницький мандат, брати участь у будь-якій політичній діяльності, обіймати будь-які інші оплачувані посади, виконувати іншу оплачувану роботу, крім наукової, викладацької чи творчої.
Суддя Конституційного Суду України має право публічно висловлювати свою думку з питань, що стосуються провадження у Конституційному Суді України лише щодо тих справ, у яких Конституційним Судом України прийнято рішення чи дано висновок.
Суддя Конституційного Суду України має право вимагати від будь-якого суб'єкта правовідносин необхідні документи, матеріали та іншу інформацію з питань, що готуються до розгляду Колегією суддів Конституційного Суду України або Конституційним Судом України. У разі ухилення від дачі пояснень або відмова від надання інформації судді Конституційного Суду України тягне за собою відповідальність винних осіб згідно із законодавством України.
Підстави дострокового припинення повноважень судді визначаються законом про Конституційний Суд.

## Форма роботи
Конституційний Суд України є колегіальним органом, тож основна його діяльність пов'язана з прийняттям певних юридичних рішень, які здійснюються на засіданнях та пленарних засіданнях Конституційного Суду України.
У складі Суду діють Велика палата, два сенати та шість колегій.
Велика палата, сенати, колегії у межах визначених Законом «Про Конституційний Суд України» повноважень щодо конституційного провадження діють як Конституційний Суд.
Основна форма роботи Конституційного Суду — пленарні засідання, на яких цей орган:
- Розглядає та дає висновки у справах за конституційними поданнями та конституційними зверненнями та конституційними скаргами;
- Затверджує положення про тимчасові комісії, а також їх персональний склад та голів.

На звичайних засіданнях Конституційний Суд України:
- Затверджує, вносить зміни та доповнює Регламент Конституційного Суду України;
- Вирішує питання пов'язані з Апаратом Конституційного Суду України;
- Утворює постійні комісії та затверджує їх персональний склад.

Засідання Конституційного Суду України є повноважним, якщо на ньому є присутніми не менше одинадцяти суддів, а рішення приймається, якщо за нього проголосувало більше половини суддів, які брали участь у засіданні.

## Структура
Структура Конституційного Суду України — це його внутрішня організаційна побудова.
Після того, як судді склали присягу і набули своїх повноважень, формуються керівні органи — Голова суду та його заступники. Вони обираються лише на один трирічний термін.

### Голова Конституційного Суду України
Голова Конституційного Суду України обирається на спеціальному пленарному засіданні Конституційного Суду України зі складу суддів Конституційного Суду України лише на один трирічний термін. Голосування проходить шляхом таємного подання бюлетенів. Головою Конституційного Суду України вважається обраний кандидат, за якого проголосувало більше половини конституційного складу суддів Конституційного Суду України.
До повноважень Голови Конституційного Суду України належить: організація роботи колегій суддів Конституційного Суду України, комісій та Секретаріату Конституційного Суду України; скликання і проведення засідань, пленарних засідань Конституційного Суду України; розпорядження бюджетними коштами на утримання і забезпечення діяльності Конституційного Суду України відповідно до кошторису, затвердженого Конституційним Судом України.
Головами Конституційного Суду України у різні періоди були:
| №       | Суддя                           | На посаді Голови КСУ / в. о. Голови КСУ | На посаді судді КСУ | Квота                 |
| 1       | Юзьков Леонід Петрович          | 1 липня 1992 — 2 березня 1995           | 1992—1995           | Верховна Рада України |
|         | відсутній                       | 2 березня 1995 — 19 жовтня 1996         |                     |                       |
| 2       | Тимченко Іван Артемович         | 19 жовтня 1996 — 18 жовтня 1999         | 1996—2004           | Президент України     |
| 3       | Скомороха Віктор Єгорович       | 19 жовтня 1999 — 18 жовтня 2002         | 1996—2005           | З'їзд суддів України  |
| 4       | Селівон Микола Федосович        | 19 жовтня 2002 — 18 жовтня 2005         | 1996—2005           | Президент України     |
|         | відсутній                       | 19 жовтня 2005 — 19 вересня 2006        |                     |                       |
| 5       | Домбровський Іван Петрович      | 19 вересня 2006 — 11 травня 2007        | 2006—2010           | З'їзд суддів України  |
| (в. о.) | Пшеничний Валерій Григорович    | 11 травня 2007 — 10 липня 2007          | 2003—2007           | Президент України     |
| 6       | Стрижак Андрій Андрійович       | 10 липня 2007 — 12 липня 2010           | 2006—2013           | З'їзд суддів України  |
| 7       | Головін Анатолій Сергійович     | 12 липня 2010 — 18 липня 2013           | 2006—2014           | Верховна Рада України |
| 8       | Овчаренко В'ячеслав Андрійович  | 18 липня 2013 — 24 лютого 2014          | 2006—2014           | Верховна Рада України |
| (в. о.) | Баулін Юрій Васильович          | 24 лютого 2014 — 18 березня 2014        | 2008—2017           | Президент України     |
| 9       | Баулін Юрій Васильович          | 18 березня 2014 — 20 березня 2017       | 2008—2017           | Президент України     |
| (в. о.) | Баулін Юрій Васильович          | 20 березня 2017 — 3 червня 2017         | 2008—2017           | Президент України     |
| (в. о.) | Кривенко Віктор Васильович      | 4 червня 2017 — 21 лютого 2018          | 2016—2025           | З'їзд суддів України  |
| 10      | Шевчук Станіслав Володимирович  | 21 лютого 2018 — 14 травня 2019         | 2014—2019           | Верховна Рада України |
| 11      | Шаптала Наталя Костянтинівна    | 14 травня 2019 — 17 вересня 2019        | 2010—2019           | З'їзд суддів України  |
| 12      | Тупицький Олександр Миколайович | 17 вересня 2019 — 15 травня 2022        | 2013—2022           | Президент України     |
| (в. о.) | Головатий Сергій Петрович       | 29 грудня 2020 — 29 травня 2024         | 2018–2024           | Президент України     |
| (в. о.) | Кривенко Віктор Васильович      | 30 травня 2024 — 27 січня 2025          | 2016—2025           | З'їзд суддів України  |
| (в. о.) | Петришин Олександр Віталійович  | з 28 січня 2025                         | 2025—2030           | Президент України     |

### Заступники Голови Конституційного Суду України
Заступники Голови Конституційного Суду обираються за пропозицією Голови у порядку, передбаченому для обрання Голови Конституційного Суду України. Заступники Голови виконують за дорученням Голови Конституційного Суду України окремі його повноваження.
Заступниками Голови Конституційного Суду України у різні періоди були:
| № | Суддя                           | На посаді Заступника Голови КСУ    | На посаді судді КСУ | Квота                 |
| 1 | Німченко Василь Іванович        | 19 жовтня 1996 — 18 жовтня 1999    | 1996—2005           | З'їзд суддів України  |
| 1 | Розенко Віталій Іванович        | 19 жовтня 1996 — 18 жовтня 1999    | 1996—2004           | Верховна Рада України |
| 2 | Селівон Микола Федосович        | 19 жовтня 1999 — 18 жовтня 2002    | 1996—2005           | Президент України     |
| 2 | Євграфов Павло Борисович        | 19 жовтня 1999 — 18 жовтня 2002    | 1997—2006           | Верховна Рада України |
| 3 | Вознюк Володимир Денисович      | 19 жовтня 2002 — 18 жовтня 2005    | 1996—2005           | З'їзд суддів України  |
| 3 | Шаповал Володимир Миколайович   | 19 жовтня 2002 — 18 жовтня 2005    | 1996—2005           | Президент України     |
|   | відсутній                       | 19 жовтня 2005 — 26 вересня 2006   |                     |                       |
| 4 | Пшеничний Валерій Григорович    | 26 вересня 2006 — 11 вересня 2007  | 2003—2007           | Президент України     |
| 4 | Станік Сюзанна Романівна        | 26 вересня 2006 — 11 вересня 2007  | 2004—2010           | Президент України     |
|   | відсутній                       | 11 вересня 2007 — 20 грудня 2007   |                     |                       |
| 5 | Бринцев Василь Дмитрович        | 20 грудня 2007 — 22 грудня 2010    | 2006—2015           | З'їзд суддів України  |
| 5 | Головін Анатолій Сергійович     | 10 вересня 2008 — 12 липня 2010    | 2006—2014           | Верховна Рада України |
| 6 | Ткачук Павло Миколайович        | 22 грудня 2010 — 22 вересня 2011   | 2002—2011           | Верховна Рада України |
| 6 | Винокуров Сергій Маркіянович    | 12 травня 2011 — 19 листопада 2013 | 2010—2013           | Президент України     |
| 7 | Баулін Юрій Васильович          | 4 листопада 2011 — 18 березня 2014 | 2008—2017           | Президент України     |
| 8 | Тупицький Олександр Миколайович | 15 березня 2018 — 17 вересня 2019  | 2013—2022           | Президент України     |
| 9 | Головатий Сергій Петрович       | 17 вересня 2019 — 18 вересня 2022  | 2018—2024           | Президент України     |

### Постійні та тимчасові комісії
Постійні та тимчасові комісії — це допоміжні органи Конституційного Суду України. Постійні комісії утворюються на пленарному засіданні з метою організації внутрішньої діяльності суду.
У свою чергу тимчасові комісії створюються для додаткового дослідження питань, пов'язаних з конституційним провадженням у справі, за участю фахівців у відповідних галузях права.

### Колегії Конституційного Суду України
У складі Конституційного Суду України утворюються колегії суддів:
- для розгляду питань щодо відкриття провадження у справах за конституційними поданнями;
- для розгляду питань щодо відкриття провадження у справах за конституційними зверненнями.

Конституційний Суд України приймає рішення про створення колегій протягом на засіданні першого місяця кожного календарного року. Також на цьому засіданні затверджується склад та призначаються секретарі колегій.
Ці допоміжні структури вирішують питання стосовно відкриття чи відмову у відкритті провадження у справі. Вони розглядають, вивчають та досліджують конституційні подання та звернення. Якщо колегія вбачає підстави для відкриття впровадження чи у відмові відкритті, то приймається відповідна ухвала.

### Апарат Конституційного Суду України
З метою забезпечення ефективної діяльності Конституційного Суду України, створюється Апарат Конституційного Суду України до складу якого входять:
- Секретаріат;
- Служба кожного судді Конституційного Суду України;
- Інші підрозділи (архів, бібліотека, друкований орган («Вісник Конституційного Суду України»)).

### Науково-консультативна рада Конституційного Суду України
Науково-консультативна рада Конституційного Суду України — консультативно-дорадчий орган при Конституційному Суді України для підготовки наукових висновків з питань його діяльності, що потребують наукового забезпечення.

## Функції та повноваження Конституційного Суду України
Функції Конституційного Суду України — це основні напрями та види діяльності цього суду, що здійснюються відповідно до Конституції та законів України.
Пріоритетним напрямом діяльності Конституційного Суду є здійснення конституційного судочинства в Україні. Втім, це не єдина функція суду, також виділяють функції конституційного контролю, офіційного тлумачення (Конституцію), арбітражну та функцію конституційного правосуддя.
Відповідно до Конституцій України та Закону «Про Конституційний Суд України» (стаття 7) до повноважень Суду належить:
1) вирішення питань про відповідність Конституції України (конституційність) законів України та інших правових актів Верховної Ради України, актів Президента України, актів Кабінету Міністрів України, правових актів Верховної Ради Автономної Республіки Крим;
2) офіційне тлумачення Конституції України;
3) надання за зверненням Президента України або щонайменше сорока п'яти народних депутатів України, або Кабінету Міністрів України висновків про відповідність Конституції України чинних міжнародних договорів України або тих міжнародних договорів, що вносяться до Верховної Ради України для надання згоди на їх обов'язковість;
4) надання за зверненням Президента України або щонайменше сорока п'яти народних депутатів України висновків про відповідність Конституції України (конституційність) питань, які пропонуються для винесення на всеукраїнський референдум за народною ініціативою;
5) надання за зверненням Верховної Ради України висновку щодо додержання конституційної процедури розслідування і розгляду справи про усунення Президента України з поста в порядку імпічменту в межах, визначених статтями 111 і 151 Конституції України;
6) надання за зверненням Верховної Ради України висновку щодо відповідності законопроєкту про внесення змін до Конституції України вимогам статей 157 і 158 Конституції України;
7) надання за зверненням Верховної Ради України висновку про порушення Верховною Радою Автономної Республіки Крим Конституції України або законів України;
8) вирішення питань про відповідність Конституції України та законам України нормативно-правових актів Верховної Ради Автономної Республіки Крим за зверненням Президента України згідно з частиною другою статті 137 Конституції України;
9) вирішення питань про відповідність Конституції України (конституційність) законів України (їх окремих положень) за конституційною скаргою особи, яка вважає, що застосований в остаточному судовому рішенні в її справі закон України суперечить Конституції України.
Суд не розглядає питання щодо відповідності законам України актів Верховної Ради України, Президента України, Кабінету Міністрів України, Верховної Ради Автономної Республіки Крим, актів інших органів державної влади, органів влади Автономної Республіки Крим та органів місцевого самоврядування, крім випадків, передбачених пунктом 28 частини першої статті 85 та частиною другою статті 137 Конституції України.
Вирішення питань про відповідність Конституції України відбувається, коли до Конституційного Суду надійде подання від Президента України, Верховного Суду України, Уповноваженого Верховної Ради з прав людини або Верховної Ради Автономної Республіки Крим. Рішення і висновки Конституційного Суду є обов'язковими до виконання на території України, остаточними і не можуть бути оскаржені.
Конституційний Суд також за зверненням Президента чи Уряду дає висновки про відповідність Конституції України чинних міжнародних договорів України або таких договорів, що вносяться до парламенту для ратифікації.
Суб'єктами права на конституційне звернення з питань дачі висновків Конституційним Судом України є громадяни України, іноземці, особи без громадянства та юридичні особи.
Правові акти, визнані Конституційним Судом неконституційними повністю, або у певній частині втрачають свою чинність з моменту ухвалення Конституційним Судом відповідного рішення.
Рішення та висновки Конституційного Суду оприлюднюються наступного робочого дня після їх підписання і публікуються у «Віснику Конституційного Суду України», а також в інших офіційних виданнях («Офіційний вісник України», «Відомості Верховної Ради України», «Голос України», «Урядовий кур'єр»).
Матеріальна чи моральна шкода, завдана фізичними чи юридичними особами актами і діями, що були визнані неконституційними, відшкодовуються державою у встановленому законодавством України порядку.